# Темні та нечестиві
«Темні та нечестиві» (англ. The Dark and the Wicked) — американський надприродний фільм жахів 2020 року, написаний і знятий режисером Брайаном Бертіно, з Марін Айрленд, Майклом Ебботтом-молодшим і Ксандером Берклі в головних ролях. Фільм розповідає про двох братів і сестер, які стикаються з демонічною сутністю на своїй родинній фермі після самогубства матері, яка довгий час доглядала за їхнім хворим батьком.
Світова прем'єра фільму відбулася на Міжнародному кінофестивалі «Фантазія» 28 серпня 2020 року. У прокат стрічка вийшла 6 листопада 2020 року на кіностудії RLJE Films.